# Bontrager Cycling Team/Saison 2013
Dieser Artikel listet Erfolge und Fahrer des Radsportteams Bontrager Cycling Team in der Saison 2013 auf.

## Erfolge in der UCI America Tour
In der Saison 2013 gelangen dem Team nachstehende Erfolge in der UCI America Tour.
| Datum        | Rennen                                             | Kat. | Sieger           |
| ------------ | -------------------------------------------------- | ---- | ---------------- |
| 11. Juni     | 1. Etappe Tour de Beauce                           | 2.2  | Jasper Stuyven   |
| 11.–16. Juni | Gesamtwertung Tour de Beauce                       | 2.2  | Nathan Brown     |
| 22. Juni     | Kanadische Meisterschaft - Straßenrennen (U23)     | CN   | Antoine Duchesne |
| 3. Juli      | US-amerikanischer Meister - Straßenrennen (U23)    | CN   | Tanner Putt      |
| 4. Juli      | US-amerikanischer Meister - Einzelzeitfahren (U23) | CN   | Nathan Brown     |

## Erfolge in der UCI Europe Tour
In der Saison 2013 gelangen dem Team nachstehende Erfolge in der UCI Europe Tour.
| Datum        | Rennen                                           | Kat. | Sieger         |
| ------------ | ------------------------------------------------ | ---- | -------------- |
| 21. März     | 2. Etappe Volta ao Alentejo                      | 2.2  | Jasper Stuyven |
| 20.–24. März | Gesamtwertung Volta ao Alentejo                  | 2.2  | Jasper Stuyven |
| 20. Juni     | Lettische Meisterschaft - Einzelzeitfahren (U23) | CN   | Andžs Flaksis  |

## Erfolge in der UCI Oceania Tour
In der Saison 2013 gelangen dem Team nachstehende Erfolge in der UCI Oceania Tour.
| Datum      | Rennen                                              | Kat. | Sieger     |
| ---------- | --------------------------------------------------- | ---- | ---------- |
| 13. Januar | Neuseeländische Meisterschaft - Straßenrennen (U23) | CN   | James Oram |

## Abgänge – Zugänge
| Zugänge            | Team 2012                                | Abgänge           | Team 2013                   |
| ------------------ | ---------------------------------------- | ----------------- | --------------------------- |
| Tanner Putt        | BMC-Hincapie Sportswear Development Team | Ian Boswell       | Sky ProCycling              |
| Andžs Flaksis      | Chipotle-First Solar Development Team    | Joseph Dombrowski | Sky ProCycling              |
| Gregory Daniel     | Neoprofi                                 | Jasper De Buyst   | Topsport Vlaanderen-Baloise |
| Alexander Darville | Neoprofi                                 | Joshua Atkins     | Unbekannt                   |
| Antoine Duchesne   | Neoprofi                                 | Charlie Avis      | Unbekannt                   |
| Nathan Wilson      | Neoprofi                                 |                   |                             |

## Mannschaft
| Name                 | Geburtstag         | Nationalität       |
| -------------------- | ------------------ | ------------------ |
| Nathan Brown         | 7. Juli 1991       | Vereinigte Staaten |
| Lawson Craddock      | 20. Februar 1992   | Vereinigte Staaten |
| Gregory Daniel *     | 8. November 1994   | Vereinigte Staaten |
| Alexander Darville * | 25. Mai 1994       | Vereinigte Staaten |
| Antoine Duchesne     | 12. September 1991 | Kanada             |
| Ryan Eastman         | 28. Juli 1992      | Vereinigte Staaten |
| Andžs Flaksis        | 18. März 1991      | Lettland           |
| Gavin Mannion        | 24. August 1991    | Vereinigte Staaten |
| Connor O’Leary       | 18. Juni 1991      | Vereinigte Staaten |
| James Oram           | 17. Juni 1993      | Neuseeland         |
| Tanner Putt          | 24. April 1992     | Vereinigte Staaten |
| Jasper Stuyven       | 17. April 1992     | Belgien            |
| Nathan Wilson        | 29. März 1991      | Vereinigte Staaten |

* Die Fahrer Gregory Daniel und Alexander Darville wurden bei der UCI für die Saison 2013 nicht als Radrennfahrer des Continental Teams registriert.